# Bojonggaok
Bojonggaok is een bestuurslaag in het regentschap Tasikmalaya van de provincie West-Java, Indonesië. Bojonggaok telt 2471 inwoners (volkstelling 2010).